# سرتپوله
سرتپوله نام یک محله‌ی قدیمی در شهر سنندج است. بازار سرتپوله در این محله قرار دارد.

## اماکن تاریخی
در محدوده‌ی محله سرتپوله تعداد زیادی خانه‌ و عمارت‌های تاریخی وجود دارد. عمارت آصف وزیری در این محله قرار دارد.